# 紀小弓
紀 小弓(き の おゆみ）は、古墳時代の豪族・紀氏の一人。紀田鳥または紀白城または紀角の子。子に大磐がいる。

## 経歴
雄略天皇9年（465年）、雄略天皇の命で、蘇我韓子、大伴談、小鹿火宿禰らと新羅を征伐するために朝鮮へ渡った。その際に、「自分は妻をなくしたばかりで、自分の身の回りの世話をしてくれるものがいないので、そのことを天皇に伝えてください」と大連の大伴室屋を介して伝えさえた。天皇は気の毒に思い、小弓の面倒を見るようにと、吉備上道采女大海（きびのかみつみち の うねめ おおしあま）を与えた。
新羅に入国してからの小弓の活躍は目覚ましいものであったが、残兵の抵抗に苦戦し、大伴談らが戦死した。残兵も自然に退却していったが、彼も新羅で病死した。
小弓にあてがわれた大海は喪に服するため、日本へ帰ったが、どこに埋葬すれば良いのか分からない、と大連の室屋に相談した。室屋の奏上により、天皇は小弓の功績を讃え、小弓と大伴氏の領地が同じ国にあり、隣り合っているところから、接点である田身輪邑（たむわのむら、和泉国日根郡淡輪村、現在の大阪府泉南郡岬町淡輪）につくるよう、指示した。大海は喜んで、6人の家人を室屋に献上した。
小弓とと共に半島に派遣された小鹿火宿禰は、小弓の喪に服するため帰国し、角国（つののくに、周防国都濃郡）に留まった。そして、八咫鏡を室屋に献上して、「自分は（小弓の息子の）紀卿（きのまえつぎみ）と共に天朝にお仕えすることができません。それでどうかこの角国に在留させてください」と申し上げた。そして、小鹿火は角臣の祖先となった。

## 考証
大伴氏の大和国での本拠地は奈良盆地東南部の磯城郡・十市郡で、紀氏の根拠地は盆地西南部の平群郡であり、近隣とはいえないが、大伴氏は摂津国・和泉国にも発展しており、紀氏も紀伊国を本拠地としている。岸俊男の研究によると、紀伊名草郡・那賀郡で両氏の勢力の分布が重複することが分かり、淡輪も両氏の勢力圈の接点だということができる。
淡輪には、垂仁天皇の皇子である五十瓊敷入彦命の墓とされる宇度墓のほか、西陵古墳・西小山古墳といった前方後円墳があり、応神天皇陵や仁徳天皇陵以降のものと推定されている。末永雅雄の研究によれば、西小山陵古墳出土の金銅装眉庇付冑には、大陸系・半島系の技法が窺われるという。